# Stromateus
Stromateus è un genere di pesci ossei marini appartenenti alla famiglia Stromateidae.

## Distribuzione e habitat
S. fiatola è diffuso nell'Oceano Atlantico orientale e nel mar Mediterraneo, le altre due specie popolano le acque sudamericane.
Sono pesci pelagici che però raramente si rinvengono lontano dalle coste. I giovanili vivono in associazione con le meduse..

## Specie
- Stromateus brasiliensis
- Stromateus fiatola
- Stromateus stellatus